# Dasycorsa modesta
Dasycorsa modesta är en fjärilsart som beskrevs av Otto Staudinger 1879. Dasycorsa modesta ingår i släktet Dasycorsa och familjen mätare. Inga underarter finns listade i Catalogue of Life.